# Löwenbrauerei Passau

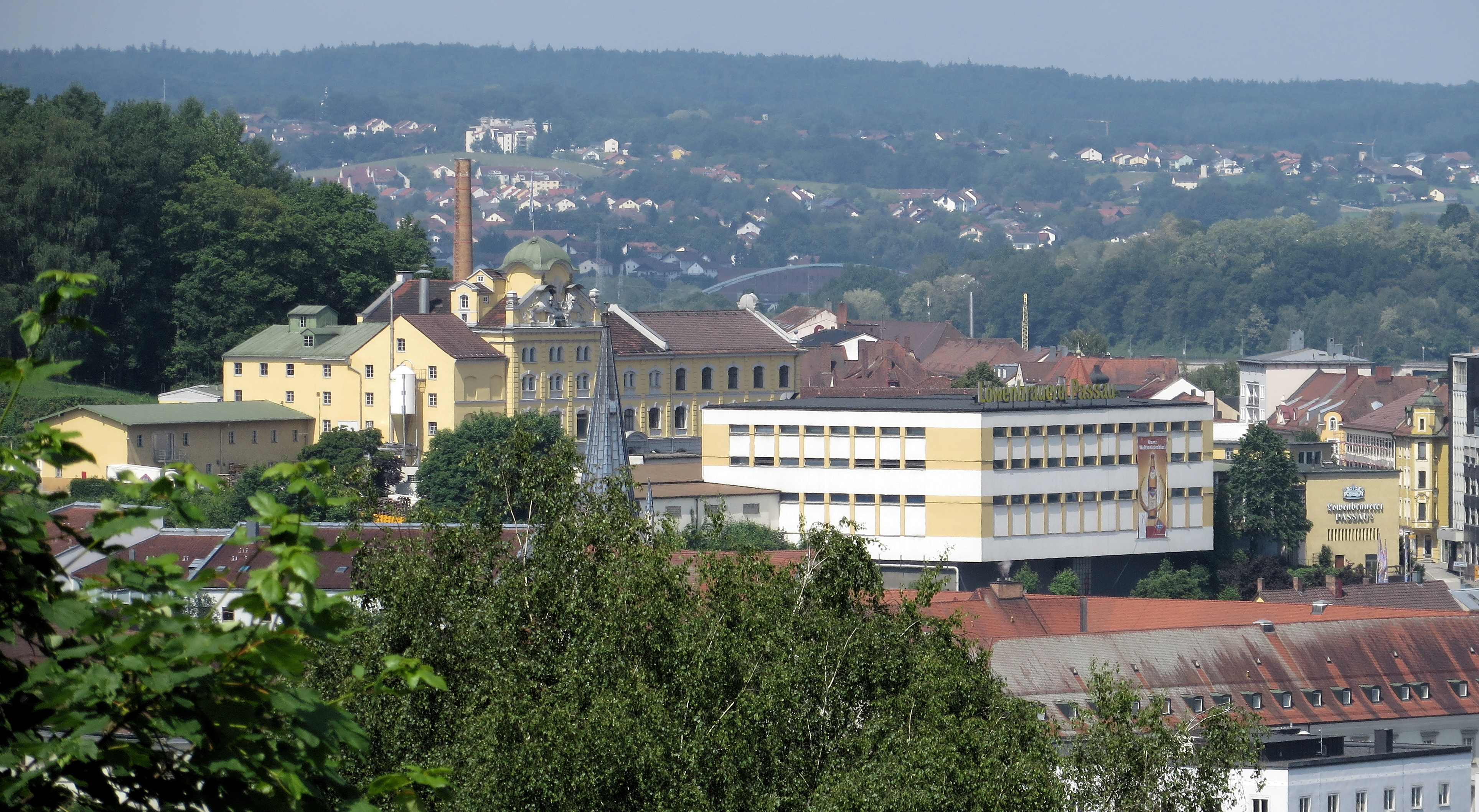
Die Löwenbrauerei in Passau (2013)

Die Löwenbrauerei Passau AG (offiziell Bayerische Löwenbrauerei Franz Stockbauer Aktiengesellschaft) ist eine deutsche Brauerei mit Sitz in Passau.

## Geschichte
Die Brauerei wurde von Franz Stockbauer am 1. Mai 1874 gegründet. Damaliger Standort der Brauerei war die Bräugasse. 1890 wurde die Brauerei am heutigen Standort am kleinen Exerzierplatz neu errichtet. Am 1. Juli 1906 wurde das Unternehmen in eine Aktiengesellschaft umgewandelt. 1904 kam es durch Brandschäden zu Produktionsunterbrechungen; 1930 brannten das Vertriebsgebäude und die Werkstatt ab. 1951 wurde eine neue Mälzerei errichtet. Der Bierausstoß im Geschäftsjahr 2020 betrug 99.340 Hektoliter, der gesamte Getränkeausstoß lag 2020 bei 116.117 Hektoliter.
In den Jahren 2007 bis 2017 entwickelte sich die Löwenbrauerei Passau wie folgt:
| Jahr: | Ausstoß Biere: | Ausstoß alkoholfreie Getränke: | Anzahl Mitarbeiter jahredurchschnittlich: |
| ----- | -------------- | ------------------------------ | ----------------------------------------- |
| 2007  | 60.428 hl      | 39.119 hl                      | 82                                        |
| 2012  | 64.099 hl      | 22.213 hl                      | 64                                        |
| 2017  | 103.199 hl     | 26.596 hl                      | 58                                        |

## Eigentümer
Die Brauerei ist zu 97 Prozent im Besitz der 1911 gegründeten Franz und Maria Stockbauer´schen Stiftung, welche mit den Ausschüttungen der Brauerei „wirtschaftlich hilfsbedürftige Personen der Stadt Passau und der Gemeinde Sonnen sowie kulturelle, karitative und sonstige gemeinnützige Zwecke“ unterstützt.

## Übernahmen
Die Schlossbrauerei Haselbach in Tiefenbach ging 2001 in den Besitz der Löwenbrauerei Passau über.
Der Späth-Bräu in Lohberg wurde 2013 übernommen, die Marke Osser-Bier in der Tochtergesellschaft Späth Bräu Osser Bier GmbH weitergeführt.

## Lohnbrauverfahren
Seit 2015 werden für den Weißbräu Andorfer (ebenfalls Passau) sämtliche Weißbiere in Flaschen hergestellt. Dies geschieht auf Basis der Rezepte und Brauverfahren von Weißbräu Andorfer. Das ursprüngliche Stockbauer-Weizen ist davon nicht betroffen.

## Produkte

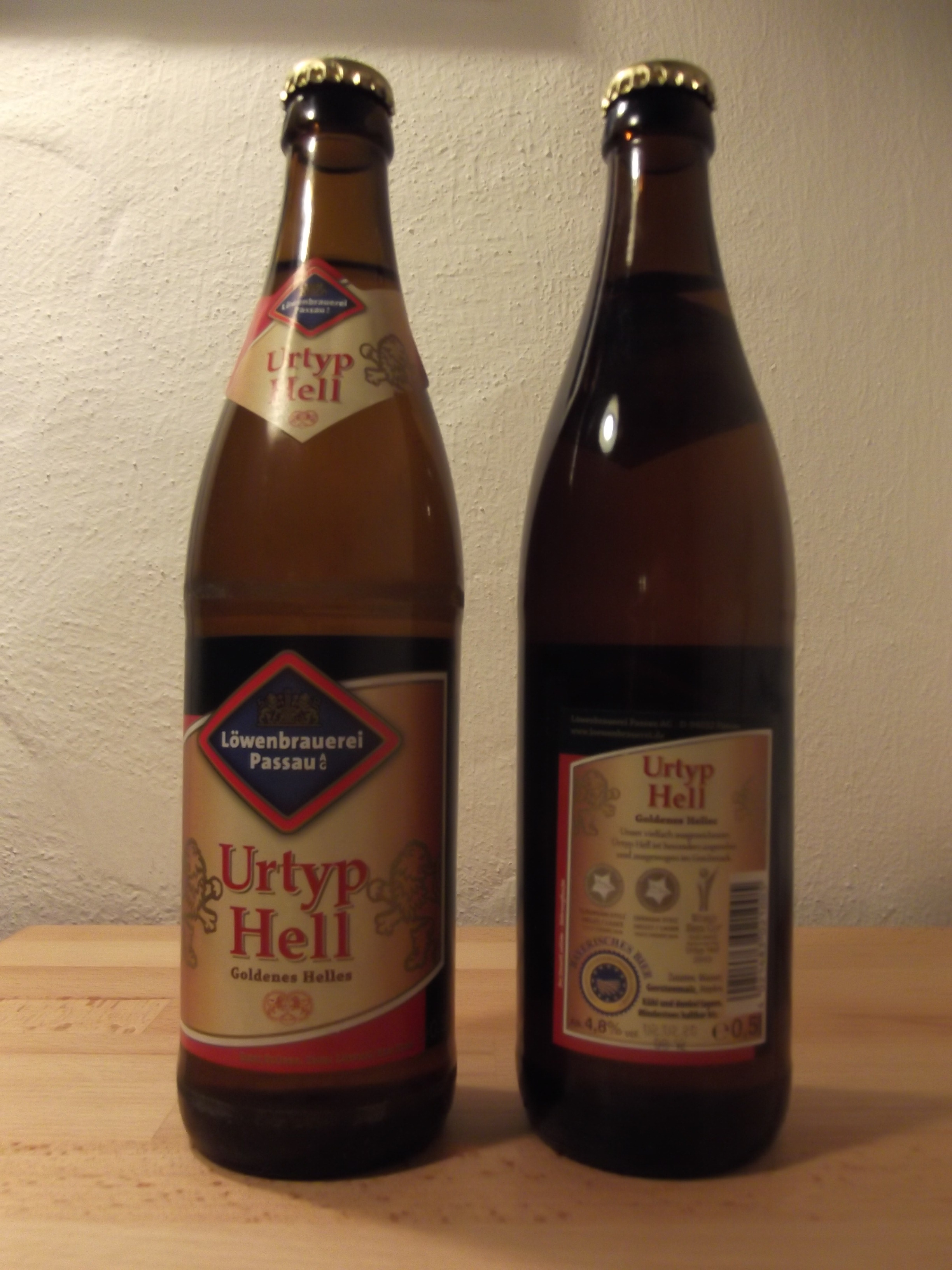
Flaschenabfüllung von Urtyp Hell

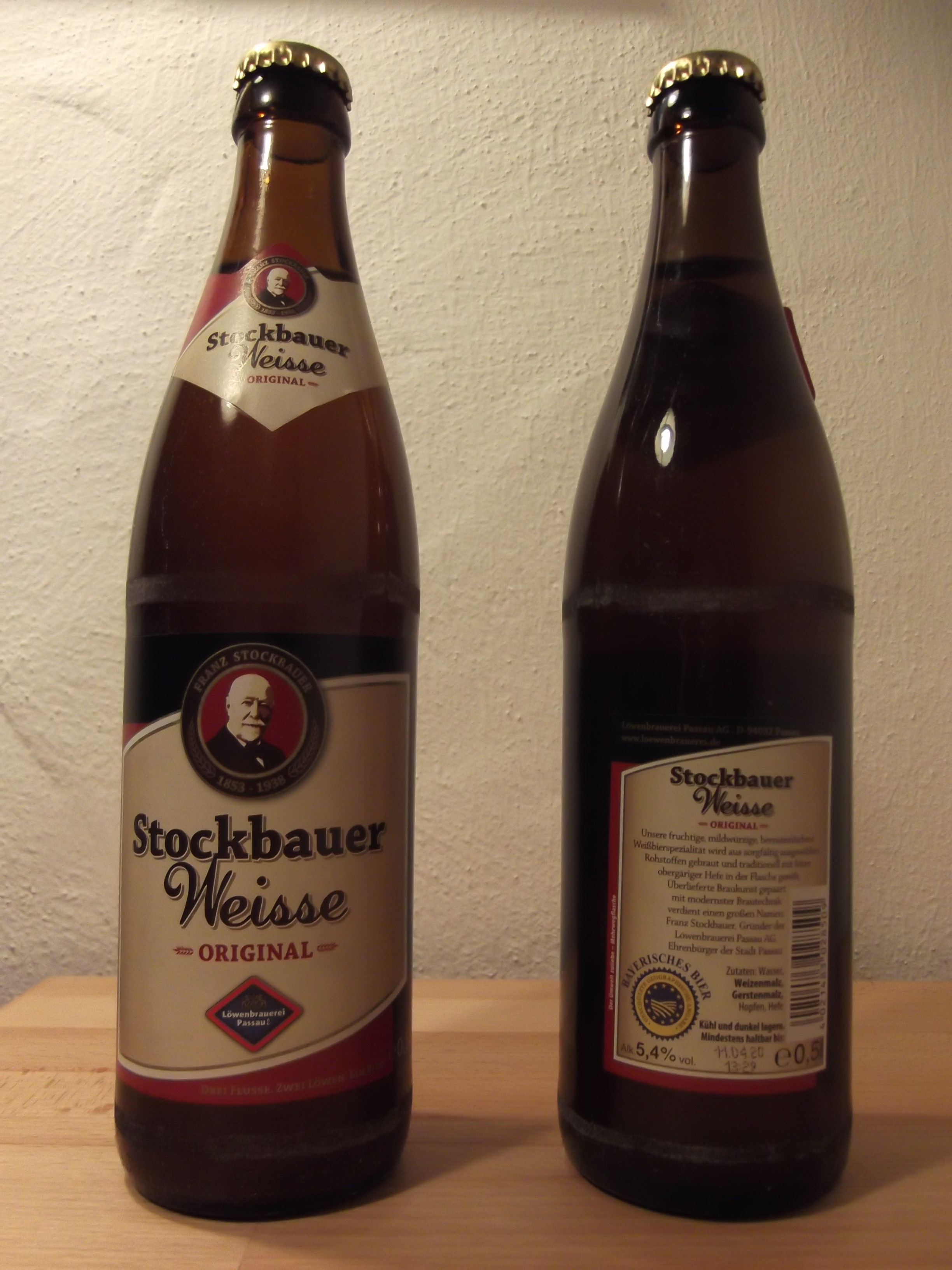
Flaschenabfüllung der Stockbauer Weisse – Original

| Die Produktpalette umfasst folgende Biersorten: - Festbier - Helles alkoholfrei - Löwendunkel - Löwenbock - Löwengold (Export Hell) - Naturradler - Passauer Hell - Pils - Radler - Stockbauer Weisse Original - Stockbauer Weisse Dunkel - Stockbauer Weisse leicht - Urtyp Hell - Weihnachts-Festbier | Zudem werden folgende Limonaden hergestellt: - Apfelschorle - Cola-Mix - Orangenlimonade - Zitronenlimonade - Tafelwasser spritzig |